# Hilda Hellgren
Hilda Rosalia Hellgren, född 21 augusti 1851 i Kumla socken i Närke, död 27 februari 1929 i Örebro Nikolai församling, var en svensk väverska.
Hon vävde under åren runt 1900 hos Nina von Engeström och kom därigenom att få stor betydelse för Carl Widlunds senare verk. Runt 1906–1907 var hon dock tvungen att sluta väva på grund av reumatism. Dessförinnan hade hon ägnat hela sitt liv åt vävning. Redan som liten hjälpte hon till i faderns väveri, Hellgrens linneväveri.
Hilda Hellgren vävde bland annat på så kallade simpelvävstolar, formade efter anvisningar i de Ekenmarkska mönsterböckerna. En av hennes simpelstolar fick Widlund överta redan 1910 då han fick alla hennes mönster (mönsterpatroner) från väveriet. Tre andra stolar hade då bränts upp. Det har påvisats[källa behövs] att dessa tre var av samma slag som användes vid Vadstena manufakturer redan i slutet av 1700-talet.
Anledningen till att Hellgren sannolikt inte vävde på väveriets jacquardvävstolar är att de gamla stolarna fordrar mycket starka benmuskler. Vilket också är en av anledningarna att jacquardvävning utfördes i huvudsak av män.